# Hapoël Rehovot
Le Hapoël Rehovot était un club de handball qui se situait à Rehovot en Israël. 

## Histoire
- 1955: Fondation du club
- 2002: Disparition du club

## Palmarès
- Championnat d'Israël  (13) : 1957, 1961, 1964, 1965, 1968, 1973, 1975, 1976, 1977, 1979, 1982, 1983, 1984
- Coupe d'Israël  (5) :  1979, 1980, 1982, 1984, 1985